# بی‌سوک‌چی‌گی
بی‌سوک‌چی‌گی (کره‌ای: 비석치기) یک دسته بازی‌های سنتی کره‌ای است که در آن افراد ماهرانه سنگ‌ها را پرتاب می‌کنند یا لگد می‌زنند.
برای این بازی نام‌های مختلفی در مناطق مختلف وجود دارد، از جمله بی‌سوک‌چاگی (비석차기)، بی‌سوک‌کاگی (비석까기)، موک‌جاکاگی (목자까기)، جاکاگی (자까기)، بی‌ساسِک‌گی (비사색기) و غیره.

## خاستگاه
بی‌سوک‌چی‌گی بازی‌ای است با تاریخی طولانی، اما پیدا کردن سابقه‌ای از منشأ آن دشوار است؛ به همین دلیل است که این بازی با نام‌های مختلفی در مناطق مختلف شناخته می‌شود، چرا که تنها به چند سنگ صاف و یک فضای باز یا حیاط برای بازی نیاز دارد. با این حال، طبق روایت‌های شفاهی، پیشینهٔ این بازی به دوران اواخر سلسلهٔ چوسان برمی‌گردد. در سراسر کشور مکان‌های زیادی به نام «خیابان‌های یادمان» وجود دارد که این نام به مکان‌هایی اطلاق می‌شود که در آن‌ها سنگ‌نوشته‌ها کنار هم قرار دارند.

## روش انجام بازی
روش بازی بسته به منطقه متفاوت است.
1. دو خط بلند به فاصله ۴ تا ۵ متر از هم بکشید.
2. هر شخص یک سنگ به اندازه کف دست آماده می‌کند. سپس هر کاپیتان یا بازیکن (اگر تیمی بازی نمی‌کنند) با بازی سنگ کاغذ قیچی تصمیم می‌گیرند که چه کسی اولین حمله را انجام دهد.
3. تیم بازنده باید سنگ خود را به صورت عمودی روی خط کشیده شده قرار دهد، در حالی که تیم برنده سنگ‌های خود را پرتاب می‌کنند تا سنگ حریف را بیندازند. بی‌سوک‌چی‌گی مراحل مختلفی دارد؛ شما می‌توانید سنگ را در حالت ایستاده پرتاب کنید یا آن را با شانه، سر، پا یا حتی زیر بغل خود حمل کرده و رها کنید.
4. اگر سنگ حریف انداخته نشود یا پرتاب خطا برود، حمله‌کننده تغییر می‌کند.
5. شخص یا تیمی که تمام مراحل را طی کرده و سنگش باقی بماند، برنده می‌شود.